# Ivett Tóth
Ivett Tóth (* 20. Dezember 1998 in Budapest) ist eine ungarische Eiskunstläuferin, die im Einzellauf antrat. Sie ist sechsmalige ungarische Meisterin und vertrat Ungarn bei den Olympischen Winterspielen 2018.

## Sportliche Karriere
Ivett Tóth begann 2004 mit dem Eiskunstlauf. Bei ihrer ersten Teilnahme an den Ungarischen Juniorenmeisterschaften 2013 gewann sie die Goldmedaille. Im selben Jahr nahm sie zum ersten Mal an den Juniorenweltmeisterschaften teil, bei denen sie den 21. Platz belegte. In der folgenden Saison wechselte sie zu den Erwachsenen, zunächst auf nationaler Ebene. Sie gewann in den folgenden Jahren sechs Goldmedaillen und eine Silbermedaille bei den Ungarischen Meisterschaften.
Zur Saison 2014/15 wechselte sie von ihrem vorherigen Trainer István Simon zu der ungarischen Europameisterin und viermaligen Olympiateilnehmerin Júlia Sebestyén. Sie nahm sie zum ersten Mal an den Welt- und Europameisterschaften teil, wo sie den 23. bzw. 33. Platz belegte. Bei der Icechallenge in Graz gewann sie die Bronzemedaille. Sie trat in dieser Saison mit einem Kurzprogramm zu einem ungarischen Volkstanz, dem Csárdás, an sowie mit einer Kür zu La leyenda del beso von Raúl Di Blasio. Tóth qualifizierte sich sechs Jahre in Folge für die Welt- und Europameisterschaften; ihre höchsten Platzierungen waren der 20. bzw. 8. Platz in der Saison 2016/17. Mit diesem Ergebnis bei den Weltmeisterschaften sicherte Tóth einen Startplatz für Ungarn für die Olympischen Winterspiele 2018 in Pyeongchang.
Zu Beginn der olympischen Saison 2017/18 brach sich Tóth außerhalb des Trainings den Mittelfußknochen. Sie musste sich daraufhin von ihrer ersten Einladung zur Grand-Prix-Serie zurückziehen. Bei den Ungarischen Meisterschaften unterlag sie Fruzsina Medgyesi und belegte den 2. Platz. Trotzdem wurde sie – auch wegen ihres besseren Ergebnisses bei den Europameisterschaften – für das ungarische Olympiateam ausgewählt. Bei den Olympischen Spielen erreichte Tóth im Kurzprogramm Platz 23 und konnte sich damit für die Kür qualifizieren. Sie belegte auch in der Kür und damit auch in der Gesamtwertung den 23. Platz. Tóth trainierte in dieser Saison bei Linda van Troyen; ihre Choreografien entwickelte ab 2017 Benoît Richaud.
Ab der Saison 2018/19 trainierte Ivett Tóth bei Zsofia Tokaji-Kulcsár und Zoltan Tóth. Sie wurde wieder Ungarische Meisterin und erreichte bei den Welt- und Europameisterschaften den 25. bzw. 13. Platz. Für die Weltmeisterschaften 2020 war Tóth qualifiziert, der Wettbewerb wurde aber aufgrund der COVID-19-Pandemie abgesagt. In den Saisons 2020/21 und 2021/22 nahm Tóth weder an den internationalen Meisterschaften noch an den Ungarischen Meisterschaften, sondern nur an jeweils einem Wettbewerb der Challenger-Serie teil. Im November 2021 gab sie ihren Rücktritt vom Wettbewerbsport bekannt.
Ivett Tóths meistbeachteter Auftritt war ihr Kurzprogramm bei den Olympischen Spielen. Für die erste olympische Saison, in der im Eiskunstlauf Musik mit gesungenem Text erlaubt war, hatte sie die Lieder Back in Black und Thunderstruck von AC/DC gewählt. Mit diesem außergewöhnlichen Programm, zu dem sie eine nietenbesetzte Weste mit einem Bild von Angus Young auf dem Rücken trug, erregte sie Aufmerksamkeit weit über die Sportberichterstattung hinaus.

## Ergebnisse
| Meisterschaft / Saison             | 2012/13 | 2013/14 | 2014/15 | 2015/16 | 2016/17 | 2017/18 | 2018/19 | 2019/20 | 2020/21 | 2021/22 |
| ---------------------------------- | ------- | ------- | ------- | ------- | ------- | ------- | ------- | ------- | ------- | ------- |
| Olympische Winterspiele            |         |         |         |         |         | 23.     |         |         |         |         |
| Weltmeisterschaften                |         |         | 26.     | 28.     | 20.     | 23.     | 25.     | C       |         |         |
| Europameisterschaften              |         |         | 33.     | 11.     | 8.      | 13.     | 13.     | 21.     |         |         |
| Ungarische Meisterschaften         |         | 1.      | 1.      | 1.      | 1.      | 2.      | 1.      | 1.      |         |         |
| Challenger-Serie / Saison          | 2012/13 | 2013/14 | 2014/15 | 2015/16 | 2016/17 | 2017/18 | 2018/19 | 2019/20 | 2020/21 | 2021/22 |
| Budapest Trophy                    |         |         |         |         |         |         |         |         | 6.      |         |
| Finlandia Trophy                   |         |         |         |         |         |         | 13.     |         |         |         |
| Icechallenge                       |         |         | 3.      | 5.      |         |         |         |         |         |         |
| Lombardia Trophy                   |         |         |         |         |         |         | 7.      |         |         | 27.     |
| Nepela Memorial                    |         |         |         |         | 10.     |         |         | 8.      |         |         |
| Tallinn Trophy                     |         |         |         |         | 6.      |         |         |         |         |         |
| Warsaw Cup                         |         |         |         |         |         |         |         | 13.     | WD      |         |
| Juniorenwettbewerb / Saison        | 2012/13 | 2013/14 | 2014/15 | 2015/16 | 2016/17 | 2017/18 | 2018/19 | 2019/20 | 2020/21 | 2021/22 |
| Juniorenweltmeisterschaften        | 21.     | 31.     | 28.     | 8.      |         |         |         |         |         |         |
| Junior Grand Prix Österreich       |         |         |         | 8.      |         |         |         |         |         |         |
| Junior Grand Prix Belarus          |         | 15.     |         |         |         |         |         |         |         |         |
| Junior Grand Prix Kroatien         |         |         | 8.      | 6.      |         |         |         |         |         |         |
| Junior Grand Prix Tschechien       |         |         | 11.     |         |         |         |         |         |         |         |
| Junior Grand Prix Estland          |         | 13.     |         |         |         |         |         |         |         |         |
| Junior Grand Prix Slowenien        | 14.     |         |         |         |         |         |         |         |         |         |
| Ungarische Juniorenmeisterschaften | 1.      |         |         |         |         |         |         |         |         |         |